# G’Vaune Amory
G'Vaune Amory (* 22. Juni 1997 in Basseterre) ist ein Fußballspieler von St. Kitts und Nevis.

## Karriere

### Klub
Er begann seine Karriere in der Saison 2015/16 beim Village Superstars FC und spielt dort auch noch bis heute.

### Nationalmannschaft
Seinen ersten Einsatz für die A-Nationalmannschaft von St. Kitts und Nevis hatte er am 20. November 2016, bei einem 1:1-Freundschaftsspiel gegen Estland. Nach einigen weiteren Freundschaftsspielen kam er dann auch im Herbst 2019 in der CONCACAF Nations League zum Einsatz.